# Сонцевичок змінний
Сонцевичок змінний (Araschnia levana) — вид денних метеликів родини Сонцевики (Nymphalidae).

## Поширення
Вид поширений у помірному поясі Європи та Азії від Піренеїв до Японії. В Україні поширений у степовій та лісостеповій зонах та у Карпатах.

## Опис
Розмах крил 28-39 мм. Статевий диморфізм невиразний. Верхня сторона крил представників весняного покоління помаранчево-червона, з строкатим малюнком з чорних крапок, ліній, і нечисленних білих і жовтих плям. Верх крил метеликів літнього покоління темно-коричневий, з білими плямами і перев'язами і червоними вузькими лініями у краю. Нижня сторона червона з сітчастим малюнком з тонких білих ліній і білою дискональною перев'яззю, у весняній формі супроводжується жовтуватими і бузковими плямами.

## Спосіб життя
Метелики трапляються вздовж узлісь та доріг. Перше покоління можна спостерігати з кінця квітня до початку червня, друге — з кінця червня по серпень.
Самиця відкладає зеленуваті яйця овальної форми групами по декілька (до 10) штук у вигляді стовпчика; кладка прикріплюється до нижньої поверхні листя кормової рослини (кропива дводомна (Urtica dioica), кропива жалка (Urtica urens)). Гусінь — чорна, з численними світлими цяточками на тілі і з сіруватими і чорними шипами. Гусениці живуть спочатку групами, потім розповзаються по листю. Розвиток триває приблизно 4 тижні. Зимує лялечка.

## Цікаві факти
- 2007 року цей вид метеликів оголошено в Німеччині метеликом року.